# تكانلو
تكانلو (بالفارسية: تکانلو) هي قرية تقع في أردبيل في إيران. يقدر عدد سكانها بـ 567 نسمة بحسب إحصاء 2016.